# Smithsonidrilus ludmillae
Smithsonidrilus ludmillae är en ringmaskart som beskrevs av Erséus 1997. Smithsonidrilus ludmillae ingår i släktet Smithsonidrilus och familjen glattmaskar. Inga underarter finns listade i Catalogue of Life.